# レーザー誘起ブレークダウン分光法
レーザー誘起ブレークダウン分光法（レーザーゆうきブレークダウンぶんこうほう、英: laser-induced breakdown spectroscopy: LIBS）は高エネルギーのパルスレーザーを励起源とする原子発光分析法の一種。

## 概要
対象にレーザーをフォーカスすることによりレーザー照射部位を微粒子化および励起（プラズマ化）し、発生する原子線、イオン線を用いて発光分光により元素組成の分析を行う。この励起はフォーカスされたレーザーのエネルギーが光学的絶縁破壊の閾値を超えた時に行われ、この現象は通常レーザー照射時の環境やターゲットの物性に依存する。基本的にLIBSは対象の物理的状態に依存せず、固体、液体、ガスの何れでも分析が可能である。
全ての元素が高温励起により発生する光について固有の周波数を有するため、LIBSは一般的にレーザーのエネルギー、分光器と検出器により決定される測定波長範囲と感度のみに依存して全ての元素の測定を行うことができる。対象の構成成分が別の手法などにより既知の場合、LIBSは試料中の各構成元素の相対存在量を評価したり、不純物の含有評価にも使用可能となる。マトリクスの近しい濃度既知の標準試料を用いることで、検量線法による定量分析が可能であるほか、得られるLIBSスペクトルを用いた主成分分析も可能である。
LIBSによる分析の感度は一般的にa)プラズマ励起温度、b)集光条件、c)測定に用いた波長の線強度により決定される。

## 利点
- 気体、液体、個体を含む試料の形状に関わらず、複雑な前処理の工程を経ずに短時間で元素分析が可能[6]。
- 高速な分析が可能（例：レーザー照射速度10 Hz、LIBS検出器の測定開始と露光時間がそれぞれ1マイクロ秒の場合、およそ1秒間に10回の測定が可能）。
- 対象が固体の場合、LIBSスペクトルを測定しつつレーザー照射により対象を掘削またはラスターすることにより、2次元[7]または3次元[8]の多元素分布解析が可能。
- 測定が光学的技術のみで行われるため、大気非接触環境下での窓越し測定[9]、光ファイバーによる遠隔操作を用いた放射能汚染環境下での分析[10]や火星の惑星探査[11]などにも利用される。
- レーザーにより高温のプラズマ(15000K～30000K)を発生させるため、他の発光分光分析では検出が難しいハロゲン等を含む[12]全元素を%から < 1 ppmのオーダーで測定可能。

## 課題
- 測定の精度や感度は対象の物性にも依存するため、条件によっては原子吸光分析 (AAS) や蛍光X線分析 (XRF) などと比較して定性分析での精度が低く、検出感度が低い場合がある[6]。
- 微小とはいえ加熱時に表面に損傷を与えるのでこれが許容されない場合[7]には文化財や美術品の非破壊検査には適さない。

## メーカー
- オーシャンオプティクス
- SciAps
- SECOPTA
- Applied Spectra Inc.

## 文献
- レーザー分光分析 - 原田明, 澤田嗣郎 丸善出版 ISBN 9784621081365
- Handbook of Laser-Induced Breakdown Spectroscopy PAPERBACKSHOP UK IMPORT ISBN 9781119971122